# Мандровское сельское поселение
Ма́ндровское се́льское поселе́ние — упразднённое муниципальное образование в составе Валуйского района Белгородской области Российской Федерации.
Административный центр — село Мандрово.
19 апреля 2018 года упразднено при преобразовании Валуйского района в Валуйский городской округ.

## География
Общая площадь поселения: 8203,58 га, в т.ч. земель сельхозугодий: 4836 га. Протяженность дорог: 30 км.
Количество подворий: 422

## История
Мандровское сельское поселение образовано 20 декабря 2004 года в соответствии с Законом Белгородской области № 159.

## Население
| 2010  | 2011  | 2012  | 2013  | 2014  | 2015  | 2016  |
| ----- | ----- | ----- | ----- | ----- | ----- | ----- |
| 1094  | ↘1090 | ↘1088 | ↗1094 | ↘1078 | ↘1057 | ↘1036 |
| 2017  | 2018  |       |       |       |       |       |
| ↗1048 | ↘1025 |       |       |       |       |       |

## Состав сельского поселения
| № | Населённый пункт | Тип населённого пункта       | Население |
| - | ---------------- | ---------------------------- | --------- |
| 1 | Ватутино         | село                         | ↘27       |
| 2 | Вороновка        | село                         | ↘41       |
| 3 | Касеновка        | село                         | ↘49       |
| 4 | Мандрово         | село, административный центр | ↘977      |